# كولموف
Chełmno، المعروفة غالبًا باسمها الكامل Chełmno nad Nerem ( 
pronounced ‎[ˈxɛu̯mnɔ ˌnad ˈnɛrɛm]‏ ؛ بمعنى Chełmno على نهر Ner ) هي قرية في الحي الإداري في Gmina Dąbie، داخل مقاطعة Koło، بولندا الكبرى، في غرب وسط بولندا. تقع حوالي 19 كيلومتر (12 ميل) جنوب شرق Koło و135 كيلومتر (84 ميل) شرق العاصمة الإقليمية بوزنان. يبلغ عدد سكان القرية 350 نسمة. إنه موقع متحف معسكر تشيمنو للإبادة (PL) الذي تم تأسيسه في عام 1994.

## متحف الهولوكوست
خلال الحرب العالمية الثانية أعيدت تسميت القرية (بالألمانية: Kulmhof an der Nehr)‏، هو الموقع التاريخي لمعسكر الإبادة خيلمنو، الذي تديره ألمانيا النازية في 1941-1945.

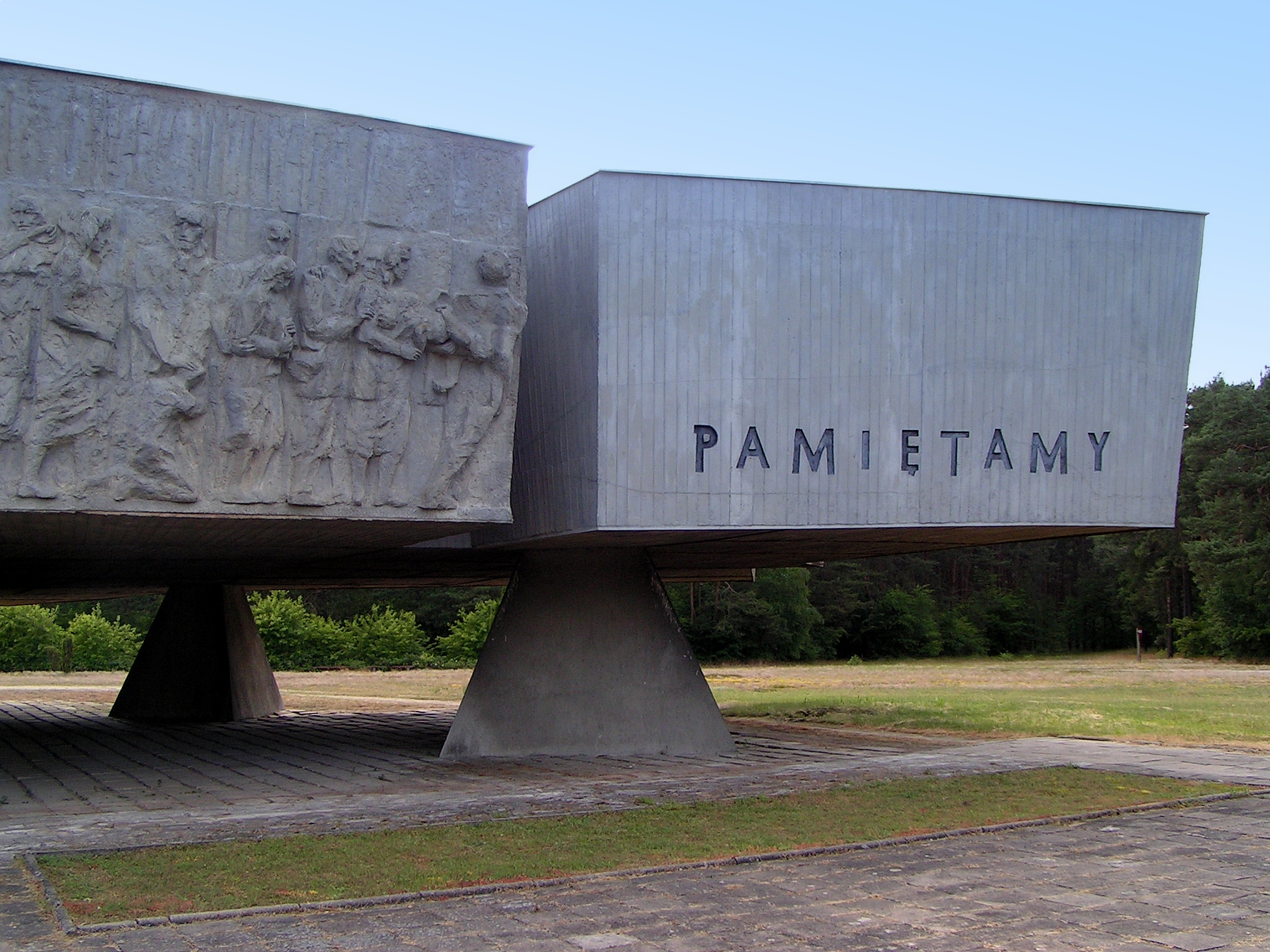

في عام 1987، تم إنشاء متحف الهولوكوست في خيلمنو كفرع لمتحف المقاطعة في كونين. كان الموقع موضوع الدراسات التاريخية لعقود من الزما، وقد تم بالفعل الكثير من العمل التمهيدي بين عامي 1961 و1964؛ ولكن أيضًا، ارتكبت أخطاء جسيمة في ذلك الوقت، على سبيل المثال، لم يتم حفظ بقايا شاحنة الغاز الأصلية.
في ثمانينيات القرن العشرين، استخدم التصوير الجوي لتحديد الموقع الدقيق للمقابر الجماعية والثكنات ومحارق الجثث. تم إجراء المزيد من الدراسات الأثرية، وتم اكتشاف والحفاظ على أسس هياكل المخيمات المختلفة، بما في ذلك مقبرة Las rzuchowski (غابة Rzuchowski). بدأ بناء المتحف الفعلي في عام 1988. تم افتتاحه في 17 يونيو 1990 إلى جانب جدار ذكرى تم بناؤه حديثًا 37.5 متر (123 قدم). لا يزال يتم إضافة النصب التذكارية الجديدة إلى الموقع. يزور متحف المخيم حوالي 50,000 ضيف سنويًا.